# HMS M13
HMS M13 var en svensk minsvepare som byggdes efter samma ritningar som sina elva systerfartyg, med den skillnaden att hon fick bordläggning i ek i stället för hondurasmahogny. Ystads Skeppsvarv sjösatte henne den 23 januari 1941. Hon utrangerades från krigstjänst den 1 december 1959 och överläts därefter till Kungliga Vetenskapsakademien och döptes till Sagitta. Där tjänstgjorde hon på Kristinebergs marinbiologiska station i Fiskebäckskil till 1976. Därefter såld till privatperson.